# Matrix & Futurebound
Matrix & Futurebound é uma dupla musical inglesa de drum and bass formada por Jamie Quinn (Matrix) e Brendan Collins (Futurebound). Seu single "Control", com participação especial da cantora Max Marshall, foi lançado em 29 de novembro de 2013 e recebeu uma certificação prata da British Phonographic Industry em 17 de junho de 2016.